# Kościół św. Bartłomieja Apostoła w Scandicci
Kościół św. Bartłomieja Apostoła w Scandicci – kościół katolicki w prowincji Florencja.

## Stary kościół
Kościół będący siedzibą parafii aż do 1968 sięga swymi początkami dalekich czasów. Hugon – markiz Toskanii wraz z matką, hrabiną Willą przyczynili się do rozprzestrzenienia się we Włoszech, a zwłaszcza Toskanii, zakonu św. Benedykta.
Kościół był posiadłością florenckiego opactwa benedyktyńskiego, zbudowanego w centrum Florencji w 978 przez hrabinę Willę.
W latach 60. XX w. Scandicci uległo całkowitemu przekształceniu. Z wiejskiego osiedla stało się wielkim ośrodkiem liczącym ponad pięćdziesiąt tysięcy mieszkańców. Wzrosła znacząco także liczba parafian i stary kościół stał się niewystarczający. Ówczesny proboszcz, ks. Piero Paciscopi, w 1968 przeniósł parafię do obszernych podziemi, usytuowanych w centralnej części zamieszkiwanego przez wspólnotę parafialną terytorium. Aktualnie kościółek św. Bartłomieja należy do parafii Najświętszej Maryi Panny, a w roku 1994 oddano go na użytek wspólnoty Koptyjskiego Kościoła Prawosławnego.

## Nowy kościół
W latach 70. XX w., gdy parafia miała siedzibę w wielkich podziemiach, najpierw przy via Carducci, potem przy via Turri, wspólnota parafialna dojrzewała w swoim doświadczeniu wiary. Różne były inicjatywy sprzyjające dojrzewaniu. Na szczególną uwagę zasługuje Droga Neokatechumenalna otwarta tam w 1969 dzięki katechizacji Kiko Argüello i Carmen Hernández, którym w przepowiadaniu towarzyszył ks. Francesco Cuppini. W ten sposób narodziła się konieczność bardziej adekwatnego wyrażenia nowej rzeczywistości i powstał pomysł zbudowania nowego kościoła.

### Projekt
Projekt został powierzony grupie architektów, w skład której wchodzili: Mattia Del Prete, Anna Gennarini, Massimo Marconi i Gabriella Diotallevi. Wraz z katechistą Kiko starali się oni stworzyć przestrzeń dla zgromadzenia liturgicznego, będącego żywym wyrazem ludu Bożego. Prace rozpoczęto w 1978 z pomocą i błogosławieństwem kard. Giovanniego Benellego, a zakończono w 1982.
Od zewnątrz w bryle kościoła dominuje po lewej stronie cylindryczna konstrukcja, w której znajduje się kaplica Najświętszego Sakramentu, a po prawej konstrukcja sześcienna, która odpowiada sali przyjęć. Są to architektoniczne symbole „elementu boskiego” i „elementu ludzkiego”, wiary i rozumu, połączone „wejściem”, przez które przechodzi człowiek w drodze do Boga. Wnętrze zbudowano na planie ośmioboku i ma ono formę amfiteatru. Stopnie schodzą ku części centralnej, gdzie umieszczone są znaki liturgiczne (miejsce przewodniczenia, ambona, ołtarz i chrzcielnica) dobrze widoczne dla całego zgromadzenia. Takie rozmieszczenie sprzyja lepszemu uczestnictwu w liturgii. Kształt drewnianego dachu ześrodkowanego nad ołtarzem nadaje zgromadzeniu jedność. Na wyższym piętrze, wokół centralnej sali, znajdują się salki przeznaczone na działalność parafialną.
W 1990 nowym proboszczem, następcą poprzedniego, został ks. Marco Calamandrei, który poprowadził dalej i utwierdził rozpoczęte dzieło. Znaki liturgiczne definitywny, obecny kształt przyjęły w 1992.
Kard. Silvano Piovanelli w 1982 przewodniczył inauguracji kościoła wraz z konsekracją ołtarza.
Obecnie budynek kościoła powiększa się o nowy kompleks parafialny Katechumenium i odnawiana jest jego część zewnętrzna. Kompleks składać się będzie z auli, sal do sprawowania liturgii, Sanktuarium Słowa oraz sal przyjęć.

### Wnętrze kościoła
Wnętrze kościoła opisuje św. Robert Bellarmin w słowach: „Przewodniczący jako głowa ciała Chrystusa składającego się z wielu członków; Słowo Boże jako usta Chrystusa; Eucharystia jako serce, z którego żywi się i gasi pragnienie Kościół; zgromadzenie jako ramiona i nogi Ciała Chrystusa, a chrzcielnica jako łono, z którego rodzą się nowe dzieci Kościoła. Kościół jest skonstruowany na planie ośmioboku. Według tradycji liczba osiem symbolizuje Zmartwychwstanie Chrystusa. Kopuła nad ołtarzem wyobraża otwarte niebiosa do których wstąpił Chrystus i skąd kiedyś powróci. Kościół może pomieścić od 300 do 400 osób.
Miejsce przewodniczącego zgromadzenia, w kształcie katedry, czy też tronu, otoczone przez siedzenia koncelebransów, znajduje się w najwyższym miejscu kościoła i w centrum apsydy, co podkreśla funkcję przewodniczącego jako obrazu Chrystusa, Głowy Kościoła. Podwyższenie tego miejsca sprawia, że przewodniczący jest dobrze widoczny dla całego zgromadzenia i może rzeczywiście przewodniczyć akcji liturgicznej. Wykonane jest z piaskowca pietra serena z motywami z czarnego marmuru, które uwydatniają całość.
Ambona to znak Chrystusa jako Słowa Bożego. Znajduje się ona na stałym podwyższonym miejscu, w łączności z miejscem przewodniczenia. Jest ona obrazem kamienia z grobowca Chrystusa, z którego anioł (czyli diakon, lektor lub kantor) obwieszcza niewiastom Dobrą Nowinę o Zmartwychwstaniu.
Stół eucharystyczny czyli ołtarz z piaskowca pietra serena stoi w centrum zgromadzenia. Jest on miejscem sprawowania krzyżowej ofiary Chrystusa i znakiem Uczty Paschalnej. Dlatego jest szeroki i wystarczająco niski, by przedstawić stół, do którego wszyscy jesteśmy zaproszeni. Jest on również obrazem źródła wody żywej, z którego wypływają cztery rzeki raju gaszące pragnienie ludzi z każdego zakątka świata. Przykryty jest obrusami i kwiatami dla podkreślenia świątecznego nastroju. Świece i lampy przypominają, ze Chrystus, a wraz z nim całe zgromadzenie, jest światłem, które oświeca świat. Jego znaczenie podkreśla kopuła wznosząca się nad ołtarze wysoko, która uobecnia niebo.
Chrzcielnica do dużych rozmiarów zagłębienie wyłożone marmurem i przeznaczone do udzielania chrztu dzieciom i dorosłym tak przez zanurzenie jak i przez polanie. Została ona wydrążona w posadzce i jest dołem wyrażającym symbolikę grobu i matki. Dzięki odpowiedniej instalacji hydraulicznej woda używana do chrztów jest świeża, czyta i ciepła. Ma ona kształt długiego krzyża wpisanego w ośmiobok (liczna osiem oznacza zmartwychwstanie), a jej przykrycie wykonane z brązu składa się z pięciu elementów. Środkowy przedstawia krzyż Chrystusa otoczony dwiema gałązkami, oliwną i palmową – symbolami pokoju i życia wiecznego. Znajduje się ona pośrodku zgromadzenia, jest dobrze widoczna, co ułatwia wspólnotowe uczestnictwo w tym sakramencie. Między ramionami krzyża umieszczone SA mozaiki przedstawiające czterech Ewangelistów – głosicieli Dobrej Nowiny.
W czasie obrzędów pogrzebowych trumnę z ciałem kładzie się na kracie przykrywającej chrzcielnicę, ponieważ chrzcielnica to znak i zapowiedź zmartwychwstania.
Kaplica Najświętszego Sakramentu to miejsce usytuowane w bocznej kaplicy kościoła św. Bartłomieja. Znajduje się w niej tabernakulum. Słowo to oznacza namiot. Oprócz Najświętszego Sakramentu w tabernakulum znajduje się też Pismo święte, ponieważ Chrystus jest „wcielonym Słowem Bożym”.
Malowidła
Korona misteryjna to wysoka, ośmioboczna obręcz, która okala od góry całe wnętrze kościoła, uobecniając niebo. Pokryta jest malowidłami inspirowanymi ikonografią Kościoła Wschodniego. Łączy jedno niebo z ziemią stanowiąc ukoronowanie zgromadzenie. Malowidła przedstawiają różne momenty misterium zbawienia, wspomniane w ciągu całego roku liturgicznego:
- Zwiastowanie
- Narodzenie Pańskie
- Chrzest Pański
- Przemienienie
- Wjazd do Jerozolimy
- Ostatnia Wieczerza
- Ukrzyżowanie
- Chrystus Pantokrator
- Zdjęcie z krzyża
- Zstąpienie do piekieł
- Pusty grób
- Ukazanie się Chrystusa Zmartwychwstałego
- Wniebowstąpienie
- Pięćdziesiątnica
- Wniebowzięcie Maryi[4]

### Nowy kompleks parafialny
Dziś po prawie czterdziestu latach Droga Neokatechumenalna w parafii rozrosła się z jednej do ponad dwudziestu wspólnot. W 1969 parafia była jedną z najuboższych we Florencji. Nie miała nawet budynku kościoła. Po ukończeniu budowy przystąpiono do wznoszenia nowego kompleksu parafialnego zaprojektowanego przez architekta Alberto Durante. Będzie on odpowiadać wymogom parafii, a szczególnie potrzebom wtajemniczenia realizowanego na Drodze Neokatechumenalnej w nowych, małych wspólnotach. Będzie on obejmować Sanktuarium Słowa Bożego, sale liturgiczne oraz dzwonnicę, aulę, powiększoną plebanię, biuro parafialne, pokoje gościnne, jadalnie oraz ośrodek Caritas. Kamień węgielny pod kompleks parafialny wmurowano 15 maja 1997 w obecności kard. Silvano Piovanelli.

## Proboszczowie[6]
- ks. Piero Paciscopi (budowniczy kościoła, od 1968 – 1990)
- ks. Marco Calamandrei (1990 – 2000)
- ks. Franceso Cianchi (od 2000)